# Fuerte de Victoria Chica
El Fuerte de Victoria Chica es un fuerte del siglo XVIII situado en la zona del Cubo, Avenida Cándido Lobera en el Cuarto Recinto Fortificado de Melilla la Vieja, en la ciudad española de Melilla, y que forma parte del Conjunto Histórico Artístico de la Ciudad de Melilla, un Bien de Interés Cultural.

## Historia

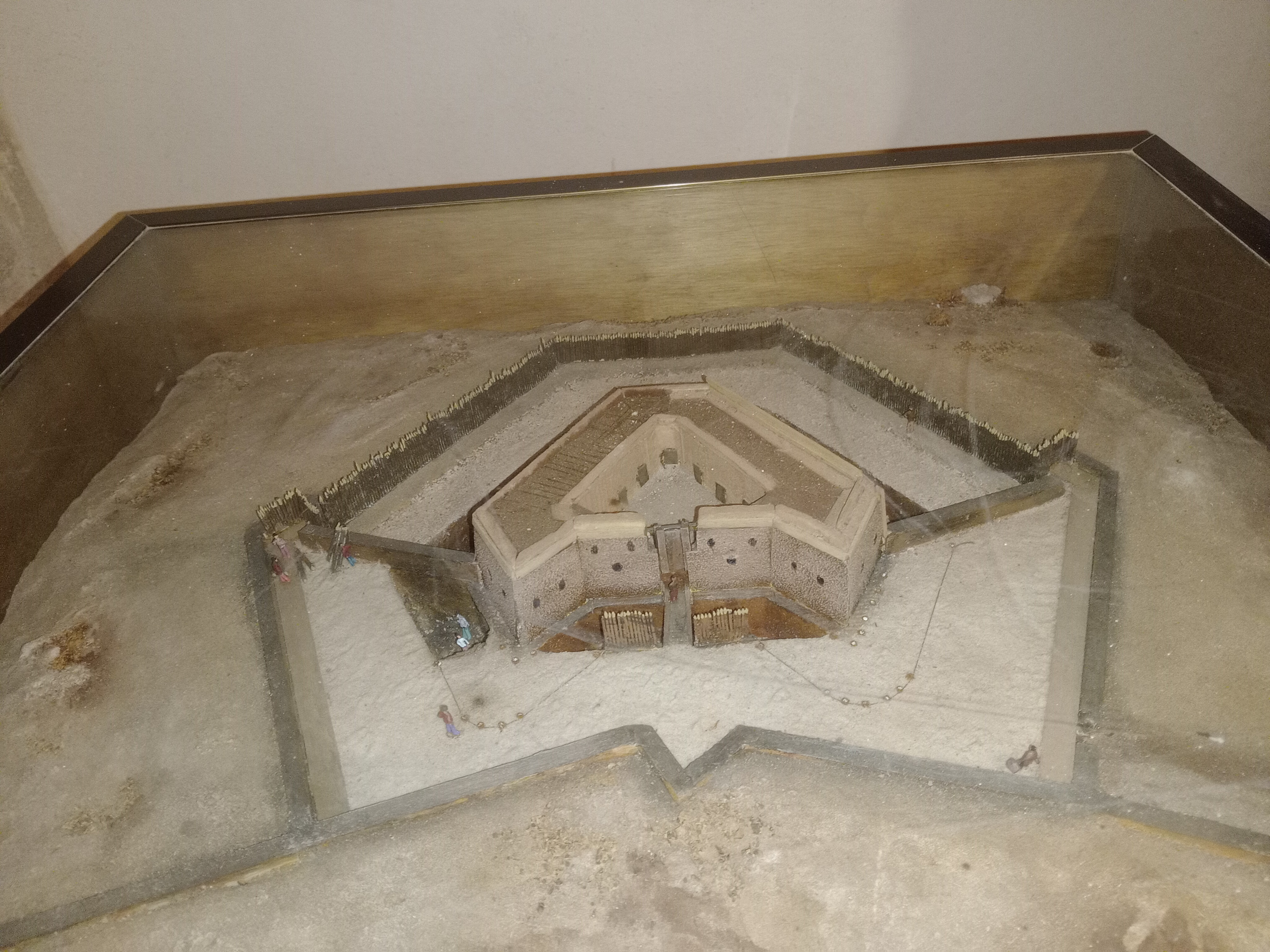
Maqueta del Fuerte Victoria Chica

El 19 de noviembre de 1734 mediante una planificada acción por sorpresa y aprovechando que en ese momento estaba desguarnecido, se toma el Cerro del Cubo, situado en las cercanías de las murallas y desde el que se podía hostigar a Melilla con fuego de fusilería y artillería por su altura. Ese mismo día se construyó una fortificación provisional con maderas y entre 1735 y 1736 se realizó la primera construcción del fuerte en mampostería y que sería el inicio de todas las obras que protegían la llamada Altura del Cubo. En 1778 se reformaron los muros, el cordón y se reconstruyeron las garitas, las banquetas y los guardacabezas.
El 19 de noviembre de 1734 se construye una fortificación triangular, reconstruida en mampostería al año siguiente, contando con forma triangular. En 1773 se planea derribar, pero tras el Sitio de Melilla de 1774-1775 es reconstruido y ampliado en 1778 según proyecto del ingeniero Juan Caballero. El 28 de junio de 2019 se inició su restauración. y el 5 de febrero de 2021 se inauguran las obras, con la presencia del ministro de Transportes, Movilidad y Agenda Urbana José Luis Ábalos en representación del ministro de Fomento

## Descripción
Es un fuerte de planta rectangular construido en piedra de la zona para los muros y ladrillo macizo para los arcos y las bóvedas, que está compuesto por una batería a la que se accede desde una rampa y unas bóvedas subterráneas.